# Космическая музыка
Косми́ческая му́зыка (англ. Space music или англ. Spacemusic) или спэйс-эмбиент (англ. Space ambient) — общий термин, используемый для обозначения музыки, которая вызывает у слушателей глубокие пространственные ощущения «планетарных образов», «галактических пейзажей» и т. д., а также стимулирует созерцательные переживания «космического полёта», «внеземной красоты» и т. д..

## Специфика

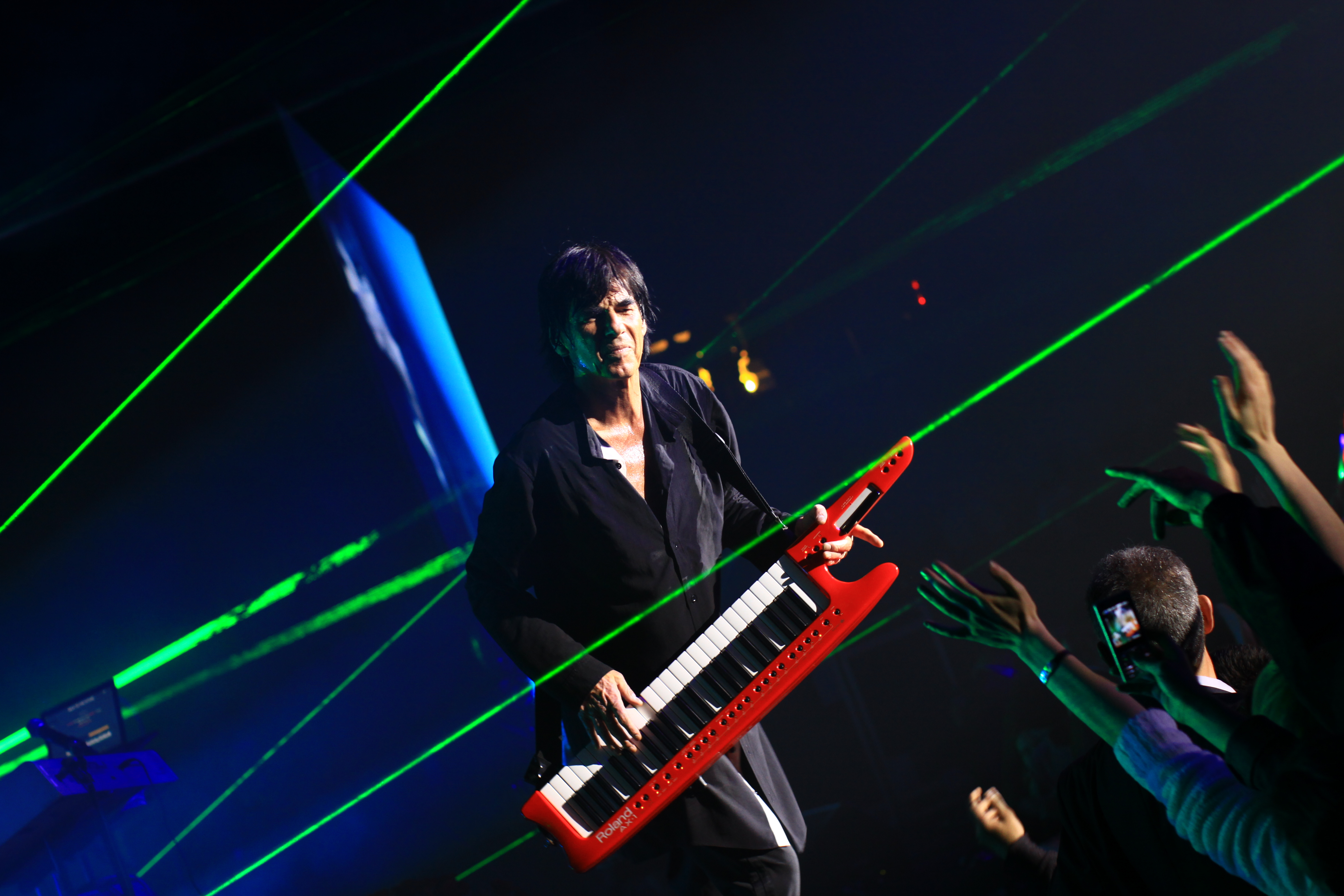
Дидье Маруани (Space) с клавитарой

К «космической музыке» может быть отнесена музыка самых различных жанров и направлений: от обычной акустической (в том числе академической) до джаза, рока, музыки нью-эйдж, эмбиент, электронной, спектральной, компьютерной и т. д.
Космическая музыка может варьироваться по своему характеру, сложности, звуковой фактуре, инструментальной специфике, мелодическому, гармоническому и ритмическому языку.
Особенно часто термин «космическая музыка» применяется к образцам музыки, написанной в жанрах эмбиент, нью-эйдж, транс и электронный поп, хотя некоторые музыковеды утверждают, что под это определение подпадают даже различные образцы классической западной и современной экспериментальной музыки.
По словам Стивена Хилла, соучредителя и ведущего радиошоу Hearts of Space, термин «космическая музыка» используется для описания музыки, которая вызывает чувство созерцательной пространственности. Он утверждает, что космическая музыка может быть также простой или сложной, электронной и инструментальной. В ней могут отсутствовать традиционные мелодические, гармонические или ритмические элементы; она может обладать менее «озабоченными» формальными композиционными схемами, связанными с другими стилями музыки. Стивен Хилл предполагает, что космическая музыка иногда встречается в широком диапазоне жанров и имеет влияние даже этнической, кельтской, традиционной музыки.. Он также считает, что космическая музыка способна вызвать «континуум пространственных образов и эмоций», что бывает полезно для интроспекции и развития через практику глубокого слушания осознания пространственности звукового феномена. Этот тип психонавигационного слушания порой вызывает у некоторых людей тонкое трансовое состояние, которое, в свою очередь, может привести к ощущениям полета, плавания, скольжения или парения. Космическая музыка используется некоторыми людьми как для усиления фона, так и для прослушивания переднего плана, часто в наушниках, чтобы обеспечить состояние расслабления, созерцания, вдохновения и вообще мирного экспансивного настроения; она может способствовать укреплению здоровья за счет расслабления, создания атмосферы для терапии тела и эффективности медитации. Космическая музыка появляется во многих саундтреках к фильмам и обычно звучит в планетариях. По словам ведущего space music — это эклектичная музыка, производимая почти исключительно независимыми лейблами, и она занимает небольшую нишу на рынке, поддерживаемая и пользующаяся относительно небольшой аудиторией лояльных восторженных слушателей.

## Примеры космической музыки
В качестве характерных примеров космической музыки может быть представлена музыка таких исполнителей, как Tangerine Dream, Жан-Мишель Жарр, Space, Китаро, Mat Jarvis, Solar Fields.
Примеры исполнителей спейс-рока — ранние Pink Floyd и UFO, Starset, Hawkwind, Mooncake, Ozric Tentacles, Ayreon, отдельные работы Дэвида Боуи.
Некоторые из этих исполнителей используют в текстах или названиях своих композиций тематику научной фантастики (к примеру, датский эмбиент-коллектив Snowpiercer — фронтмен и автор текстов группы Вадим Моргунов использовал на мини-альбоме Dumbing Down (2017) множественные отсылки к произведениям таких фантастов, как Филип Дик, Артур Кларк и Пол Андерсон).

## Использование
Космическая музыка часто является составной частью многих саундтреков к фильмам соответствующей тематики, её неизменно используют также при демонстрационных показах в планетариях и других научных учреждениях.
Подобная музыка может быть эффективно использована в различных медитационных и релаксационных практиках, а также в области музыкотерапии.